# جدول موسیقی سوئیس
جدول موسیقی سوئیس (به انگلیسی: Swiss Music Charts) جدول رسمی تک‌آهنگ‌های سوئیس است.